# Čelopek
Čelopek (albanska: Çallapek, makedonska: Челопек) är ett samhälle i Nordmakedonien.   Det ligger i kommunen Brvenica, i den västra delen av landet, 40 kilometer väster om huvudstaden Skopje. Čelopek ligger 464 meter över havet och antalet invånare är 4 731.